# Carpochloroides viridis
Carpochloroides viridis är en insektsart som beskrevs av Cockerell 1899. Carpochloroides viridis ingår i släktet Carpochloroides och familjen filtsköldlöss. Inga underarter finns listade i Catalogue of Life.